# The Strength/The Sound/The Songs
Albums de Volbeat
premier album Rock the Rebel/Metal the Devil
(2007)
Singles
1. Soulweeper
2. I Only Wanna Be With You

The Strength / The Sound / The Songs est le premier album du groupe danois de heavy metal Volbeat, publié le 26 septembre 2005.
Deux singles sont extraits de l'album : Soulweeper et I Only Wanna Be With You.

## Liste des chansons
Toute la musique est composée par Poulsen, Larsen, Kjølholm & Gottschalk.
| No  | Titre                                                                                             | Durée |
| --- | ------------------------------------------------------------------------------------------------- | ----- |
| 1.  | Caroline Leaving                                                                                  | 3:14  |
| 2.  | Another Day, Another Way                                                                          | 3:03  |
| 3.  | Something Else or...                                                                              | 4:08  |
| 4.  | Rebel Monster                                                                                     | 2:54  |
| 5.  | Pool of Booze, Booze, Booza                                                                       | 3:38  |
| 6.  | Always, Wu                                                                                        | 2:33  |
| 7.  | Say Your Number                                                                                   | 4:42  |
| 8.  | Soulweeper                                                                                        | 3:39  |
| 9.  | Fire Song                                                                                         | 4:20  |
| 10. | Danny & Lucy (11 pm)                                                                              | 2:51  |
| 11. | Caroline #1                                                                                       | 4:13  |
| 12. | Alienized                                                                                         | 4:07  |
| 13. | I Only Wanna Be with You (Musique de Mike Hawker et Ivor Raymonde (reprise de Dusty Springfield)) | 2:44  |
| 14. | Everything's Still Fine                                                                           | 3:20  |
| 15. | Healing Subconsciously                                                                            | 5:37  |